# Sonntagsruhe

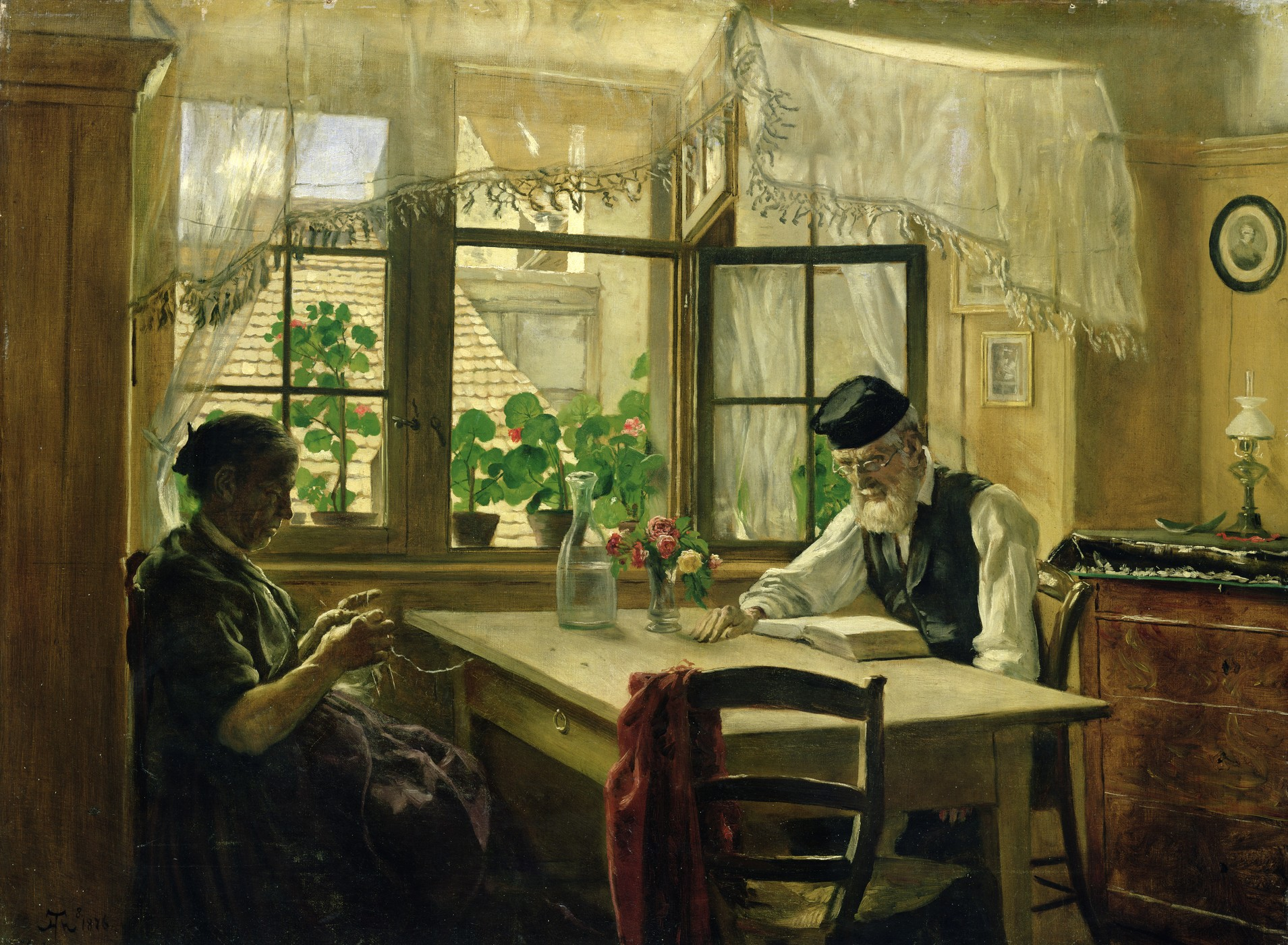
Sonntagsfrieden, Gemälde von Hans Thoma

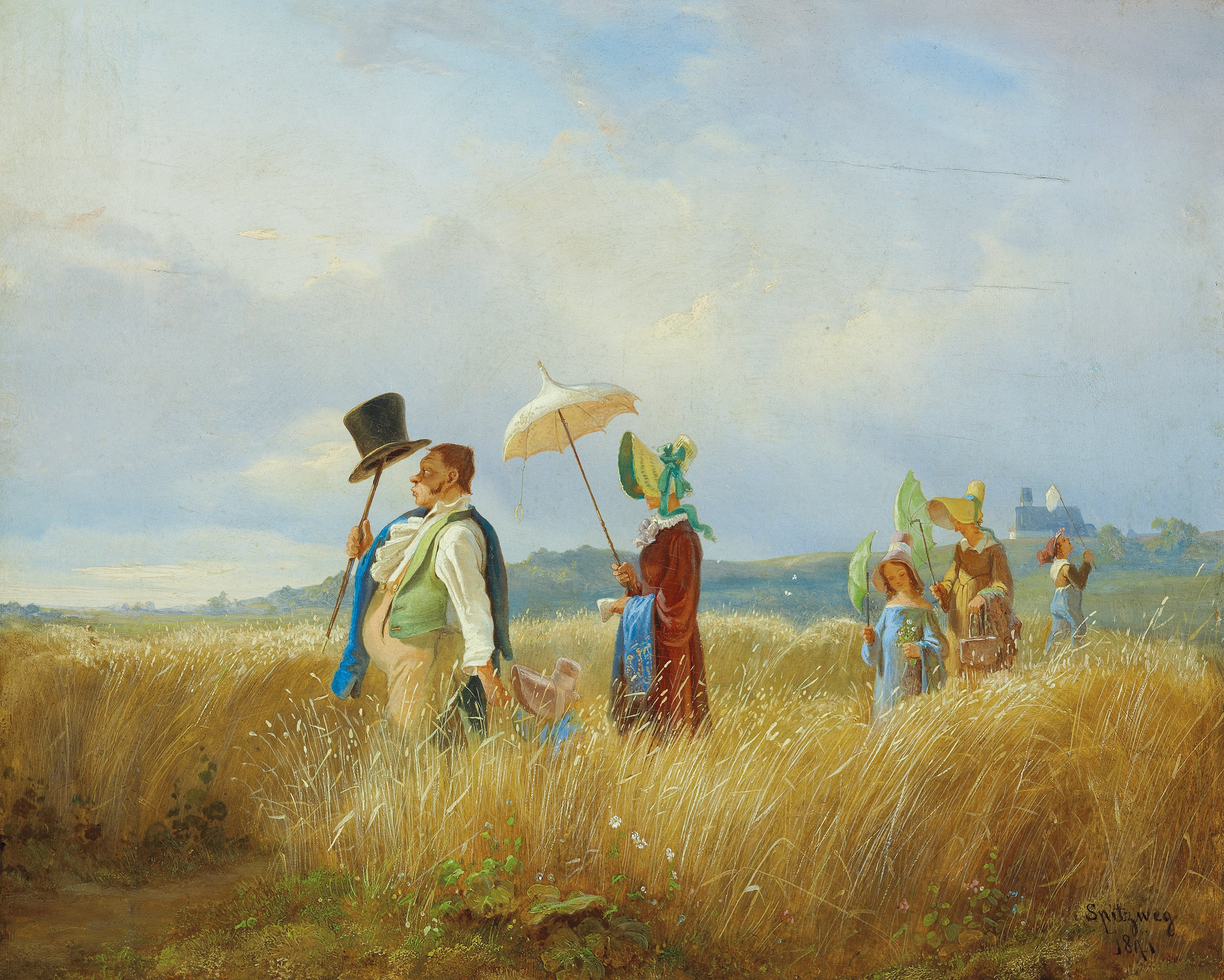
Sonntagsspaziergang, Gemälde von Carl Spitzweg, 1841

Die Sonntagsruhe ist die gesetzlich geschützte Ruhe am Sonntag.

## Situation in Deutschland

### Geschichtliche Entwicklung
In vormodernen christlichen Gesellschaften bedeutete die Sonntagsruhe, dass am Sonntag die knechtliche Arbeit aus religiösen Gründen auf ein Mindestmaß reduziert wurde; eigentlicher Zweck der Sonntagsheiligung war der Besuch der Gottesdienste. Die Christen begingen den Sonntag, den Tag der Auferstehung Christi, als „Tag des Herrn“ (altgriechisch Κυριακή ημέρα kyriakḗ hēméra; lateinisch dies dominica).
Kaiser Konstantin der Große (306–337) war maßgeblich an der religionspolitischen Festigung des Christentums beteiligt. Er war der Erste, der am 3. März 321 durch ein staatliches Gesetz die Sonntagsruhe einführte: „Alle Richter und die städtische Bevölkerung und die Ausübung jedweder Gewerbe sollen am verehrungswürdigen Tag der Sonne (venerabilis die solis) ruhen.“
Ein Verstoß gegen das Verbot der Sonntagsarbeit war in der Lex Baiuvariorum (Kap. I. 14) und im Lex Alamannorum (XXXVIII) mit harten Strafen (Sachbußen, Körper- und Leibstrafen) verbunden; im mehrmaligen Wiederholungsfall konnte ein Freier sogar seine Freiheit verlieren und zum Sklaven gemacht werden.
Nach den mosaischen Gesetzen muss zwingend der Sabbat als Tag Gottes gefeiert werden. Um sich vom Judentum abzugrenzen, bestimmten Kaiser Konstantin und Papst Silvester I. nach dem Ersten Konzil von Nicäa (325) gemeinsam den Sonntag als christlichen Ruhetag und verwarfen den Sabbat. Innerhalb der römisch-katholischen Kirche gilt für den Sonntag das Sonntagsgebot, das von allen Gläubigen ab dem 7. Lebensjahr die Teilnahme an der sonntäglichen Heiligen Messe verlangt.
Im Laufe des 19. Jahrhunderts zerbrach die Alltagsordnung, die den Sonntag als Ruhetag schützte. Der Sonntag wurde vor allem in der zweiten Jahrhunderthälfte zunehmend zum Arbeitstag. Der Staat begann daraufhin im Rahmen sozialpolitischer Gesetzgebung mit der Begrenzung der Sonntagsarbeit.
Dies galt zunächst für das Gewerbe. Hier brachte die von Kaiser Wilhelm II. erlassene Gewerbeordnungsnovelle vom 1. Juni 1891 ein grundsätzliches Verbot, deren die Sonntagsarbeit betreffende Bestimmungen am 1. Juli 1892 in Kraft traten. Allerdings blieben zahlreiche Gewerbe von dem Verbot ausgenommen. Die Sonntagsarbeit im Handel in offenen Verkaufsstellen wurde auf fünf Stunden begrenzt, doch gab es für den Handel mit frischen Lebensmitteln umfangreiche Ausnahmen.
Die Sonntagsruhe ist im bundeseinheitlichen Arbeitszeitgesetz und in Landesgesetzen festgeschrieben, womit ein allgemeines Beschäftigungsverbot mit wenigen Ausnahmen verbindlich festlegt ist. Dabei werden auf Grund des Reichskonkordats an Sonn- und Feiertagen auch störende Veranstaltungen während der Hauptzeit des Gottesdienstes verboten.
Soweit die Sonntagsruhe im Hinblick auf die Feiertagsgesetzgebung Ländersache ist, kommt es zu unterschiedlichen Regelungen. So dürfen beispielsweise Videotheken in einigen Bundesländern sonntags öffnen, in anderen jedoch nicht. In Baden-Württemberg müssen auch Automatenvideotheken geschlossen sein, da auch durch die Kunden eine „Werktägliche Betriebsamkeit“ ausgelöst wird, weil das Ausleihen von Videos – im Gegensatz zum Betrachten von Videos – ein „typisch werktäglicher Lebensvorgang“ sei.
Aktuellen Bezug hat die Sonntagsruhe mit der Novellierung der Ladenschlussgesetze in den einzelnen Bundesländern im Zuge der Föderalismusreform. Seit den 1980er Jahren wurde diese Situation des bisherigen Ladenschlussgesetzes vor allem von der FDP, Teilen der CDU/CSU sowie von großen Einzelhandelsunternehmen in Frage gestellt. Aufweichungen der Sonntagsruhe waren die Folge.
Die Sonntagsruhe ist grundgesetzlich geschützt. Art. 139 der Weimarer Reichsverfassung vom 11. August 1919, der gemäß Art. 140 GG Bestandteil des Grundgesetzes ist, bestimmt, dass der Sonntag als Tag der Arbeitsruhe und der seelischen Erhebung gesetzlich geschützt bleibt. Eine Abschaffung oder eine den Sonntag in dieser Funktion grundsätzlich in Frage stellende Regelung ist somit nicht mit dem Grundgesetz vereinbar und entzieht sich daher einer grundsätzlichen Neuregelung durch die Landesparlamente.
Einer GfK-Umfrage von 2014 zufolge würde weniger als ein Drittel der deutschen Bevölkerung einer kompletten Aufhebung des Verkaufsverbotes an Sonntagen zustimmen, 63 Prozent nutzten bereits die Angebote für verkaufsoffene Sonntage oder kaufen sonntags im benachbarten Ausland ein.

### Gesetzliche Regelungen und Richterrecht
Nach § 9 Abs. 1 ArbZG gilt die Regelung, dass an Sonn- und Feiertagen zwischen 0 und 24 Uhr keine Arbeitnehmer beschäftigt werden dürfen. Diese Uhrzeiten können bei Schichtarbeitern um sechs, bei Kraftfahrern um zwei Stunden verschoben werden. Es gibt in § 10 ArbZG zahlreiche Ausnahmen von dieser Regelung, und Arbeitnehmer dürfen in den folgenden Situationen, Diensten und Örtlichkeiten beschäftigt werden:
1. Not- und Rettungsdienste sowie Feuerwehr
2. Aufrechterhaltung der öffentlichen Sicherheit und Ordnung sowie der Funktionsfähigkeit von Gerichten und Behörden und für Zwecke der Verteidigung
3. Krankenhäuser und andere Einrichtungen zur Behandlung, Pflege und Betreuung von Personen
4. Gaststätten und anderen Einrichtungen zur Bewirtung und Beherbergung sowie im Haushalt
5. Musikaufführungen, Theatervorstellungen, Filmvorführungen, Schaustellungen, Darbietungen und andere ähnliche Veranstaltungen
6. Nichtgewerbliche Aktionen und Veranstaltungen der Kirchen, Religionsgesellschaften, Verbände, Vereine, Parteien und anderer ähnlicher Vereinigungen
7. Sportveranstaltungen und Freizeit-, Erholungs- und Vergnügungseinrichtungen, beim Fremdenverkehr sowie in Museen und wissenschaftlichen Präsenzbibliotheken
8. Rundfunkanstalten, bei der Tages- und Sportpresse, bei Nachrichtenagenturen sowie bei den der Tagesaktualität dienenden Tätigkeiten für andere Presseerzeugnisse einschließlich des Austragens, bei der Herstellung von Satz, Filmen und Druckformen für tagesaktuelle Nachrichten und Bilder, bei tagesaktuellen Aufnahmen auf Ton- und Bildträger sowie beim Transport und Kommissionieren von Presseerzeugnissen, deren Ersterscheinungstag am Montag oder am Tag nach einem Feiertag liegt
9. Messen, Ausstellungen und Märkte im Sinne des Titels IV der Gewerbeordnung sowie bei Volksfesten
10. Verkehrsbetriebe sowie beim Transport und Kommissionieren von leichtverderblichen Waren im Sinne des § 30 Abs. 3 Nr. 2 Straßenverkehrs-Ordnung
11. Energie- und Wasserversorgungsbetriebe sowie Abfall- und Abwasserentsorgungsbetriebe
12. Landwirtschaft und Tierhaltung sowie Einrichtungen zur Behandlung und Pflege von Tieren
13. Bewachungsgewerbe und bei der Bewachung von Betriebsanlagen
14. Reinigung und Instandhaltung von Betriebseinrichtungen, soweit hierdurch der regelmäßige Fortgang des eigenen oder eines fremden Betriebs bedingt ist, bei der Vorbereitung der Wiederaufnahme des vollen werktägigen Betriebs sowie bei der Aufrechterhaltung der Funktionsfähigkeit von Datennetzen und Rechnersystemen
15. Verhütung des Verderbens von Naturerzeugnissen oder Rohstoffen oder des Misslingens von Arbeitsergebnissen sowie bei kontinuierlich durchzuführenden Forschungsarbeiten
16. Vermeidung einer Zerstörung oder erheblichen Beschädigung von Produktionseinrichtungen

Darüber hinaus gibt es Sonderregelungen, beispielsweise zur Arbeit in Bäckereien und Konditoreien oder zur Durchführung von dringenden Zahlungsverkehren im Wertpapierhandel.
In Deutschland ermächtigt das Arbeitszeitgesetz (§ 13 Absatz 2) die Bundesländer per Verordnung (über die bundesweit festgelegten Ausnahmen hinaus) weitere Ausnahmen zu genehmigen. Das Bundesverwaltungsgericht (BVerwG) hat die Hessische Bedarfsgewerbeverordnung jedoch insoweit für unwirksam erklärt, als sie eine Beschäftigung von Arbeitnehmern an Sonn- und gesetzlichen Feiertagen in den Bereichen Videotheken und öffentliche Bibliotheken, Callcentern und Lotto- und Totogesellschaften zulässt. Die Beschäftigung von Arbeitnehmern in diesen Bereichen sei zur Befriedigung an diesen Tagen besonders hervortretender Bedürfnisse der Bevölkerung nach einer Freizeitgestaltung nicht erforderlich. Am 6. Mai 2020 hat das Bundesverwaltungsgericht festgestellt, dass die evangelische Kirche in Sachsen bei der Genehmigung von Sonntagsarbeit in Callcentern einbezogen werden muss (Az. BVerwG 8 C 5.19).

## Situation in Österreich
In Österreich hat der Arbeitnehmer nach § 3 Abs. 1 des Arbeitsruhegesetzes (ARG) ein Anrecht auf eine ununterbrochene Wochenendruhe von 36 Stunden, wobei diese auch den kompletten Sonntag umfassen muss. Ferner wird in Abs. 2 geregelt, dass die Ruhezeit im Normalfall spätestens am Samstag um 13 Uhr beginnt. Sonderfälle sind von Abs. 2 bis Abs. 4 folgendermaßen geregelt:
- Bei Arbeitnehmer, die wichtige Abschluss-, Reinigungs-, Instandhaltungs- oder Instandsetzungsarbeiten verrichten müssen, muss nach Abs. 2 die Wochenendruhe spätestens am Samstag um 15 Uhr beginnen.
- Wenn der Arbeitnehmer eine mehrschichtige Arbeit mit Unterbrechung tätigt, muss die Ruhe nach Abs. 2a spätestens am Samstag um 24 Uhr bzw. am Sonntag um 0 Uhr beginnen.
- In Betrieben, in denen (werktags) eine mehrschichtige Arbeitsweise herrscht, muss nach Abs. 3 die Wochenendruhe spätestens mit Ende der Nachtschicht zum Sonntag beginnen und darf frühestens mit Beginn der Nachtschicht zum Montag enden.
- Wird durch eine feiertagbedingte Ruhe die Arbeit in den anderen Werktagen nach § 4 Abs. 2[16] und § 3 des Arbeitszeitgesetzes (AZG) aufgeholt,[17] muss nach Abs. 4 die Wochenendruhe spätestens am Samstag um 18 Uhr beginnen.

Wenn ein Arbeitnehmer während seiner gesetzlich geregelten Wochenendruhe arbeiten muss, hat er nach § 6 Abs. 1 ARG in der darauffolgenden Woche einen Anspruch auf eine Ersatzruhe, die ihm auf seine Wochenarbeitszeit anzurechnen ist. Sollte während dieser Ersatzruhe der Arbeitnehmer beschäftigt werden, kann nach Abs. 3 die Ruhezeit im entsprechenden Maße im Einvernehmen des Arbeitnehmers und Arbeitgebers nachgeholt werden.
Für Feiertage gilt nach § 7 ARG die Feiertagsruhe entsprechend.
Nach § 10 bis § 18. ARG gibt es Ausnahmen, bei denen Arbeitnehmer auch an Sonn- und Feiertagen beschäftigen dürfen. Gemäß  § 10 dürfen im Normalfall nur Arbeitnehmer beschäftigen werden mit:
1. der nach § 3 Abs. 2 beschriebenen Beschäftigungen, die nicht ohne Unterbrechung oder erhebliche Schäden bis spätestens Samstag 15 Uhr beendet werden können.
2. der Bewachung oder Wartung der Betriebsanlagen einschließlich Bergbauanlagen oder der Wartung und Pflege der Tiere
3. Arbeiten zum Schutz vor Bränden
4. der gesundheitlichen Betreuung oder der Versorgung mit Speisen und Getränken jener Arbeitnehmer, die aufgrund der im Arbeitsruhegesetz beschriebenen Ausnahmefällen beschäftigt werden dürfen
5. der Beförderung der Arbeitnehmer von und zu der Arbeitsstelle, die während der Wochenend- oder Feiertagsruhe beschäftigt werden
6. der Be- und Entlüftung, Beheizung und Kühlung der Räumlichkeiten, in denen gearbeitet wird
7. Umbauarbeiten an Betriebsanlagen einschließlich Bergbauanlagen, die aus technischen Gründen nur während des Stillstehens des Betriebs möglich sind und ein Ausfall dieser außerhalb der Ruhezeiten einen erheblichen Schaden verursachen würde
8. der Betreuung, Beaufsichtigung und Versorgung mit Speisen und Getränken in Internaten und Heimen, wenn sie auch während der Wochenend- und Feiertagsruhe betrieben werden

Nach § 11 ARG dürfen Arbeitnehmer mit vorübergehenden und unaufschiebbaren Tätigkeiten beschäftigt werden, wenn entweder nach Abs. 1 zur Abwendung einer unmittelbaren Gefahr für die Sicherheit des Lebens, der Gesundheit eines Menschen oder eines Notstandes sofortiges Handeln erforderlich ist oder nach Abs. 2 zur Behebung einer Betriebsstörung oder zum Schutz des Verderbens oder anderer unverhältnismäßiger wirtschaftlicher Schäden von Gütern, wenn unvorhergesehene und unvermeidbare Gründe vorliegen und andere zumutbare Maßnahme zu diesem Zweck nicht realisierbar sind.
Außerdem sind auch Arbeitnehmer in bestimmten Betrieben nach § 12 AZG von der Wochenend- und Feiertagsruhe ausgenommen. Sie können in Tätigkeiten beschäftigt werden, wenn diese:
1. zur Befriedigung dringender Grundbedürfnisse notwendig sind
2. zur Ermöglichung von Freizeit- und Erholungsbedürfnisse und Erfordernisse des Tourismus notwendig sind
3. zur Regelung des Verkehrs notwendig sind
4. eine ununterbrochene Fortgang aus technologischen Gründen einfordern
5. im Bergbau aus technologischen, naturbedingten oder sicherheitstechnischen Gründen einen ununterbrochenen Fortgang erfordern
6. wegen der Gefahr des Misslingens von Arbeitserzeugnissen nicht aufgeschoben werden können, wenn der Schaden nicht durch andere Maßnahmen abgewendet werden kann
7. wegen der Gefahr raschen Verderbens von Rohstoffen nicht aufgeschoben werden können und betriebsbedingt auf einen beschränkten Zeitraum ausführbar sind

## Situation in der Schweiz
In der Schweiz ist nach Art. 18 Abs. 1 des Arbeitsgesetztes (ArG) die Beschäftigung der Arbeitnehmer zwischen Samstag um 23 Uhr und Sonntag um 23 Uhr, darin als Sonntagsarbeit bezeichnet, im Allgemeinen untersagt. Dabei kann nach Art. 18 Abs. 2 dieser Zeitraum um maximal eine Stunde vorgezogen oder verschoben werden, wenn die Mehrheit der betroffenen Arbeitnehmer oder ihre Vertretung im Betrieb dieser Maßnahme zustimmen.
In Art. 19 ArG sind Ausnahmen von diesem Verbot geregelt. Dabei bedarf es nach Art. 19 Abs. 1 einer amtlichen Bewilligung. Eine dauerhafte oder regelmäßige ununterbrochene Sonntagsarbeit wird nach Abs. 2 eingewilligt, wenn aus technischen oder wirtschaftlichen Gründen eine Notwendigkeit besteht. Eine vorübergehende ununterbrochene Sonntagsarbeit wird nach Abs. 3 eingewilligt, wenn ein dringliches Bedürfnis vorliegt. Dabei steht dem Arbeitnehmer während dieser Arbeitszeit ein Lohnzuschlag von 50 % zu. Eine solche Einwilligung wird nach Abs. 4 bei dauerhafter oder regelmäßiger ununterbrochener Sonntagsarbeit vom Staatssekretariat für Wirtschaft (SECO), bei vorübergehender von der Behörde des jeweiligen Kantons bewilligt. Nach Abs. 5 darf der Arbeitgeber ohne die Einwilligung des Arbeitnehmers ihn nicht zur Sonntagsarbeit heranziehen. Des Weiteren dürfen die Kantone nach Abs. 6 nicht mehr als 4 Sonntage jährlich den Verkauf am Sonntag ohne vorherige Bewilligung durchgehen lassen.
Dabei muss dem Arbeitnehmer gemäß Art. 20 Abs. 1 ArG bei Sonntagsarbeiten innerhalb von 2 Wochen ein Sonntag unmittelbar vor oder nach der täglichen Ruhezeit freigegeben werden, wobei Art. 24 davon unberührt bleibt. Nach Abs. 2 ist bei einer Sonntagsarbeit bis zu fünf Stunden eine Freizeit als Ausgleich vorgesehen, bei länger als fünf Stunden wird dem Arbeitnehmer ein Ersatzruhetag von mindestens 24 Stunden bei einem regulären Werktag zugesprochen. Nach Abs. 3 kann der Arbeitgeber den Arbeitnehmer zur Vorbeugung des Verderbs von Gütern oder zur Vermeidung oder Beseitigung von Betriebsstörungen vorübergehend zur Arbeit heranziehen, muss ihm aber auf der darauffolgenden Woche die Ersatzruhe gewähren.
Die Regelungen in Art. 24 ArG, die den ununterbrochenen Betrieb regelt, sind denen in Art. 19 ähnlich. Nach Abs. 5 werden dabei durch Verordnungen die weiteren Regelungen des ununterbrochenen Betriebs geregelt. Hierbei darf die höchste Arbeitsdauer in einer Woche den Durchschnitt von 16 Wochen nicht überschreiten.

## Situation in anderen Ländern

### Israel
In Israel ist nicht der Sonntag, sondern der Samstag (Schabbat) ein gesetzlich geregelter Ruhetag. Dieser beginnt traditionell zum Sonnenuntergang am Freitag und endet zum Sonnenuntergang am Samstag. Neben den Geschäften sind an diesem Tag zum Beispiel auch Sehenswürdigkeiten, Museen, Bibliotheken, Theater und Kinos geschlossen sowie die öffentlichen Verkehrsmittel (ausgenommen Sherut Taxis) nicht nutzbar. Auch die Gastronomie hat geschlossen oder bietet nur kalte Speisen an. Von den Schließungen nicht betroffen sind archäologische Sehenswürdigkeiten, christliche Kirchen und Stände bei islamisch geprägten Vierteln.

### Vereinigte Staaten von Amerika
In den USA gibt es grundsätzlich keine gesetzlich geregelte Sonntagsruhe. Jedoch hat der Oberste Gerichtshof der Vereinigten Staaten am 18. April 2023 entschieden, dass Christen für das Ausüben ihrer Religion am Sonntag nicht arbeiten müssen und dies rechtsbindend gilt. Gesetze und Verordnungen, welche die Sonntagsruhe schützen sollen, werden dort umgangssprachlich als Blue law bezeichnet.

## Varia
In dem Lied „Sonntagsruh“ wird die Sonntagsruhe ironisch thematisiert.